# Річард Суні
Річард Суні (фр. Richard Sunee; 12 грудня 1966) — маврикійський боксер, чемпіон Всеафриканських ігор.

## Аматорська кар'єра
- 1994 року став чемпіоном Африки.
- На Іграх Співдружності 1994 програв у другому бою Дункану Каранджа (Кенія).
- На чемпіонаті світу 1995 програв у першому бою. Того ж року переміг двох суперників, у тому числі Боніфація Мукука (Замбія) у фіналі, і завоював золоту медаль на Всеафриканських іграх.
- На Олімпійських іграх 1996 програв у першому бою Альберту Пакеєву (Росія).
- На Іграх Співдружності 1998 переміг чотирьох суперників і завоював золоту медаль.